# Pedro de Almeida Magalhães
Pedro de Almeida Magalhães (Vassouras, 27 de novembro de 1864 – Benjamim Constant, 13 de fevereiro de 1909) foi um médico brasileiro.
Foi eleito membro da Academia Nacional de Medicina em 1898.

## Biografia
O Dr. Pedro de Almeida Magalhães nasceu em Vassouras, Rio de Janeiro, em dia 27 de novembro de 1864, filho de João Paulo de Magalhães e de Lucilla Eugênia Teixeira de Magalhães. Fez seus estudos preparatórios no Colégio Ateneu Fluminense, naquela cidade.
Matriculou-se na Faculdade de Medicina do Rio de Janeiro em 1882, onde doutorou-se em Medicina em 1887, defendendo tese sobre “Amiotrofias de origem periférica”. No ano seguinte, partiu para a Europa para completar seus estudos, onde permaneceu por três anos.
O Dr. Pedro de Almeida Magalhães candidatou-se a Membro Titular da Academia Nacional de Medicina em 15 de setembro de 1898, apresentando a memória intitulada: “Ruídos de sopros cardíacos no decurso da arterioesclerose generalizada”.
Médico e Cientista, foi Professor de Patologia Interna e de Clínica Médica da Faculdade Nacional de Medicina. Fez o primeiro concurso para a Faculdade em 1902, sendo dispensado do segundo concurso pelas obras de mérito que apresentava.
Travou célebre polêmica com Miguel Couto sobre a natureza do sopro na insuficiência aórtica, elevando a auscultação cardíaca às maiores minúcias.
Publicou vários trabalhos, dentre eles “Estudos de Clínica Médica”, “Valor da percussão no diagnóstico dos aneurismas aórticos”, “O fígado e o baço na anquilostomíase”, e “Da revolução na terapêutica antiflogística”.
Merece especial menção a monografia “O coração no beribéri”, ainda hoje considerada obra mestra da bibliografia nacional.
Foi colaborador dos periódicos Brasil Médico, do Rio de Janeiro, e Revista Médica, de São Paulo.
A percussão da fosseta de Mohrenheim (Trígono Deltoclavipeitoral) para o diagnóstico precoce da tuberculose, problema crítico premente na época, foi por ele estudado com afinco, tendo inspirado mais tarde a tese de um de seus discípulos, o Dr. Rodrigues Machado, intitulada “Sinal de Almeida Magalhães”.

O Acadêmico Pedro de Almeida Magalhães faleceu aos 44 anos, na cidade de Benjamim Constant, em Minas Gerais, no dia 13 de fevereiro de 1909.